# Diccionari nàutic

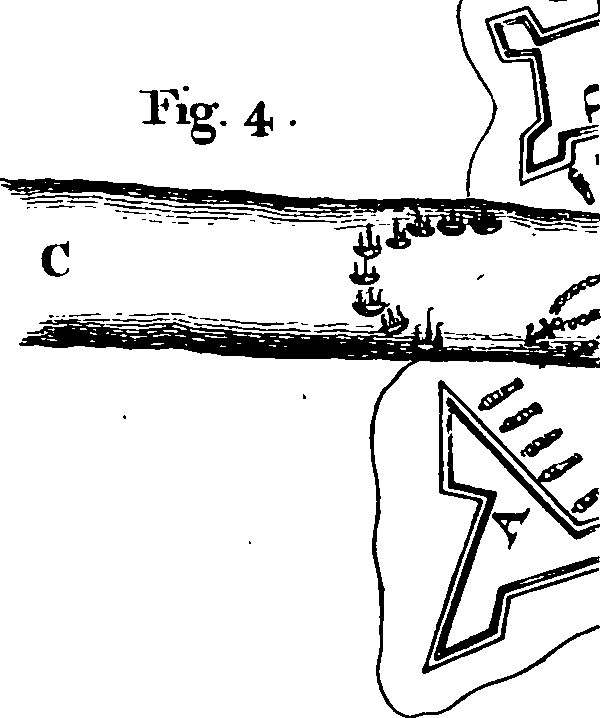
Gravat de l'obra The seaman's vade-mecum and defensive war by sea.

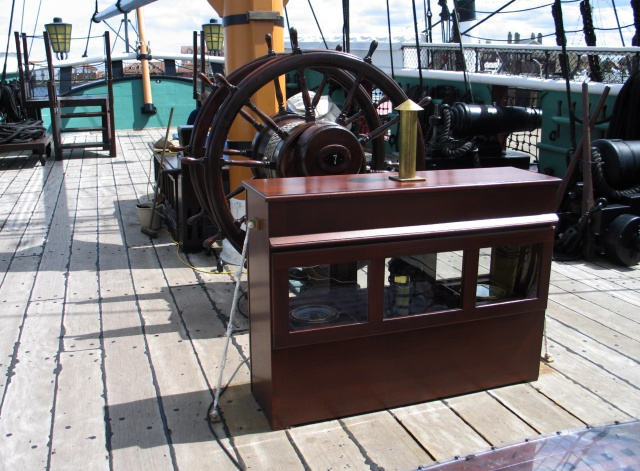
Bitàcola del vaixell HMS Trincomalee, una fragata de vela de 1817. La xemeneia de llautó correspon a la llàntia que va a l'interior.

Un diccionari nàutic és un diccionari especialitzat en temes marítims i navals. Considerant que la terminologia dels vaixells i la navegació és molt diferent del llenguatge habitual, els diccionaris nàutics són eines molt útils i necessàries, especialment dins l'entorn de l'arquitectura naval.
Entre els diccionaris nàutics monolingües, els més adequats són aquells que no es limiten a una simple definició sinó que proporcionen explicacions d'una certa extensió que permetin la fàcil comprensió de cada terme. En moltes ocasions algunes imatges auxiliars (gravats, fotografies, plànols…) són imprescindibles.
Els diccionaris que donen l'equivalència entre dues o més llengües són importants per a poder traduir bé un concepte determinat. La possibilitat de traduir de forma incorrecta algun dels anomenats “falsos amics” fa aconsellable la consulta en dos o tres diccionaris contrastats.

## Cronologia
Un diccionari és, entre altres coses, una eina de consulta. És important considerar la data de publicació de cada diccionari de cara a avaluar si, en cada cas, és adequat a la mena de consultes previstes.
Cal tenir sempre en compte la data del document que conté el terme consultat. Els significats d'algunes paraules han variat molt al llarg del temps.

## Tipus d'obres

### Diccionaris pròpiament dits
Els diccionaris nàutics pròpiament dits són els que tracten específicament del tema i segueixen un ordre alfabètic.

### Diccionaris afegits com a suplement d'altres obres
Hi ha algunes obres relacionades amb la navegació que inclouen un diccionari nàutic.

### Obres especialitzades amb una terminologia important
Hi ha algunes obres sobre temes específics (sobre aparells de vaixells, veles, navegació…) que inclouen una terminologia especialitzada barrejada dins del text general. La consulta acostuma a ser fàcil pel fet de l'ordre dels temes (per exemple: construcció del buc, folre, arbres, eixàrcia…). Un terme concret acostuma a estar definit dins de l'apartat corresponent.

### Diccionaris generals
En molts casos, l'únic recurs de consulta és un diccionari general. Un bon diccionari inclou la majoria de termes nàutics.

### Obres literàries de temes no nàutics
Algunes obres literàries de temàtica general (completament allunyada dels temes nàutics) documenten alguns termes nàutics en forma de metàfora (indicant el coneixement popular, més o menys general, dels termes nàutics emprats en cada cas).
Un exemple significatiu d’aquesta mena d’obres és el de l'expressió “bomba d’esgotar” o “trompa d’esgotar”. Uns versos del poema de Luigi Pulci, "Il morgante maggiore" (1487), parlen de com: "la tromba aggottava".

## Casos especials
Les llengües oficials i majoritàries poden ser consultades en tota mena de diccionaris i obres similars. Contràriament, les llengües minoritàries no disposen de tantes eines de consulta. En temes nàutics hi ha parlars i llengües amb pocs documents malgrat la gran importància històrica d'aquestes llengües en el tema. Alguns casos s'exposen a continuació.

### Lingua franca
La lingua franca fou durant segles l'eina de comunicació en els ambients marítims del Mediterrani. Hi ha algun diccionari i diversos estudis sobre l'origen i l'evolució d'aquesta parla. En general són molt difícils de consultar.
- La influència catalana sobre la lingua franca no ha estat estudiada en profunditat.[3]
  - L'obra De navigatione, de Benedetto Cotrugli, parla de les tres grans nacions marineres de l'època: venecians, genovesos i catalans. I considera els catalans els més avançats en galeres. Les galeres tenien una xurma de captius forçats que, forçosament s'havien de comunicar en lingua franca.

### Vènet
La República de Venècia fou una potència naval durant segles. Pel que fa a la construcció naval i la navegació, els venecians aportaren solucions particulars amb un lèxic especialitzat.
- Una aproximació a la terminologia veneciana es pot consultar en una de les obres d'Augustin Jal (Archéologie navale. Volum 2. Mémoire n.5)[4]

### Napolità
Durant segles la construcció naval a les drassanes de Nàpols fou molt important. La terminologia local sobre el tema caldria suposar-la molt rica i ben arrelada. Dissortadament la documentació específica catalogada i consultable és molt escassa.

#### Diccionaris
L'única manera pràctica d'estudiar el lèxic nàutic napolità és a partir de diccionaris generals.
- Vocabolario delle parole del dialetto napoletano, che più si discostano dal dialetto toscano,: con alcune ricerche etimologiche sulle medesime degli Accademici Filopatridi. Ferdinando Galiani. Francesco Mazzarella Farao.[7]
- Dizionario domestico napoletano e toscano. Luigi Manzo.[8]

#### Documents
- 1694-1695. Construcció de nou galeres.[9]
- 1838. Voyage dans l'Italie méridionale par J.-C. Fulchiron: Royaume de Naples.[10]

### Sicilià
La construcció naval a Sicília tingué èpoques de puixança amb drassanes que construïen grans vaixells de guerra (Dionís el Vell, Hieró II). Posteriorment no sembla haver-hi documentació sobre la construcció local de bastiments de grans desplaçaments. De qualsevol manera, la construcció de petits vaixells en drassanes artesanals està demostrada. Pel que fa a la terminologia nàutica en sicilià, l'existència de la qual és evident, no és de consulta fàcil. L'únic recurs disponible són els diccionaris generals. La majoria dels diccionaris són de contingut limitat i sota la forma sicilià-italià (es pot consultar la traducció d'una paraula coneguda, però la consulta inversa és molt laboriosa).

#### Diccionaris
- 1751. Dizionario siciliano italiano latino. Michele del Bono.[11]
- 1857. Dizionario Siciliano-Italiano. Giuseppe Biundi.[12]

### Occità antic
La relació de l'occità antic amb els vaixells i la navegació presenta dues vessants principals. D'una banda cal considerar les obres literàries que inclouen un lèxic especialitzat sobre el tema. Per l'altre costat, la construcció naval a Marsella i Vilafranca de Mar (amb artesans que parlaven occità) no pot ser ignorada.

#### Documents
- La vida de sant Honorat. Raimond Feraut.[13]
- 1861. Auguste LAFORET. Étude sur la Marine des Galères. Avec plans et dessins.[14]

#### Diccionaris
- Lexique roman ou dictionnaire de la langue des troubadours: comparée avec les autres langues de l'Europe latine, précédé de nouvelles recherches historiques et philologiques, d'un résumé de la grammaire romane, d'un nouveau choix des poésies originales des troubadours, et d'extraits de poëmes divers. François-Just-Marie Raynouard.
  - 1.[15]
  - 2.[16]
  - 3.[17]
  - 4
  - 5.[18]
  - 6.[19]
- Dictionnaire provençal-français ou dictionnaire de la langue d'Oc, ancienne et moderne, suivi d'un vocabulaire français-provençal. S. J. Honnorat.[20]

### Francès antic
La llista d'obres en francès antic és considerable. Hi ha un centenar de  cançons de gesta franceses, sense comptar altres documents. Algunes de les cançons contenen descripcions de vaixells, dels seus aparells i d'algunes maniobres de navegació. La terminologia associada seria incomprensible si no fos pels estudis d'alguns experts, que inclogueren notes explicatives del vocabulari nàutic en les seves transcripcions i comentaris dels textos analitzats.

#### Exemples
- Vie de saint Gilles de Guillaume de Berneville.[21]
  - Le thème descriptif de l'embarquement dans le Roman de Brut de Wace et la Vie de saint Gilles de Guillaume de Berneville. Françoise Laurent.

#### Diccionaris
- Dictionnaire de la langue romane, ou du vieux langage françois.[22]

## Mostra de diccionaris nàutics

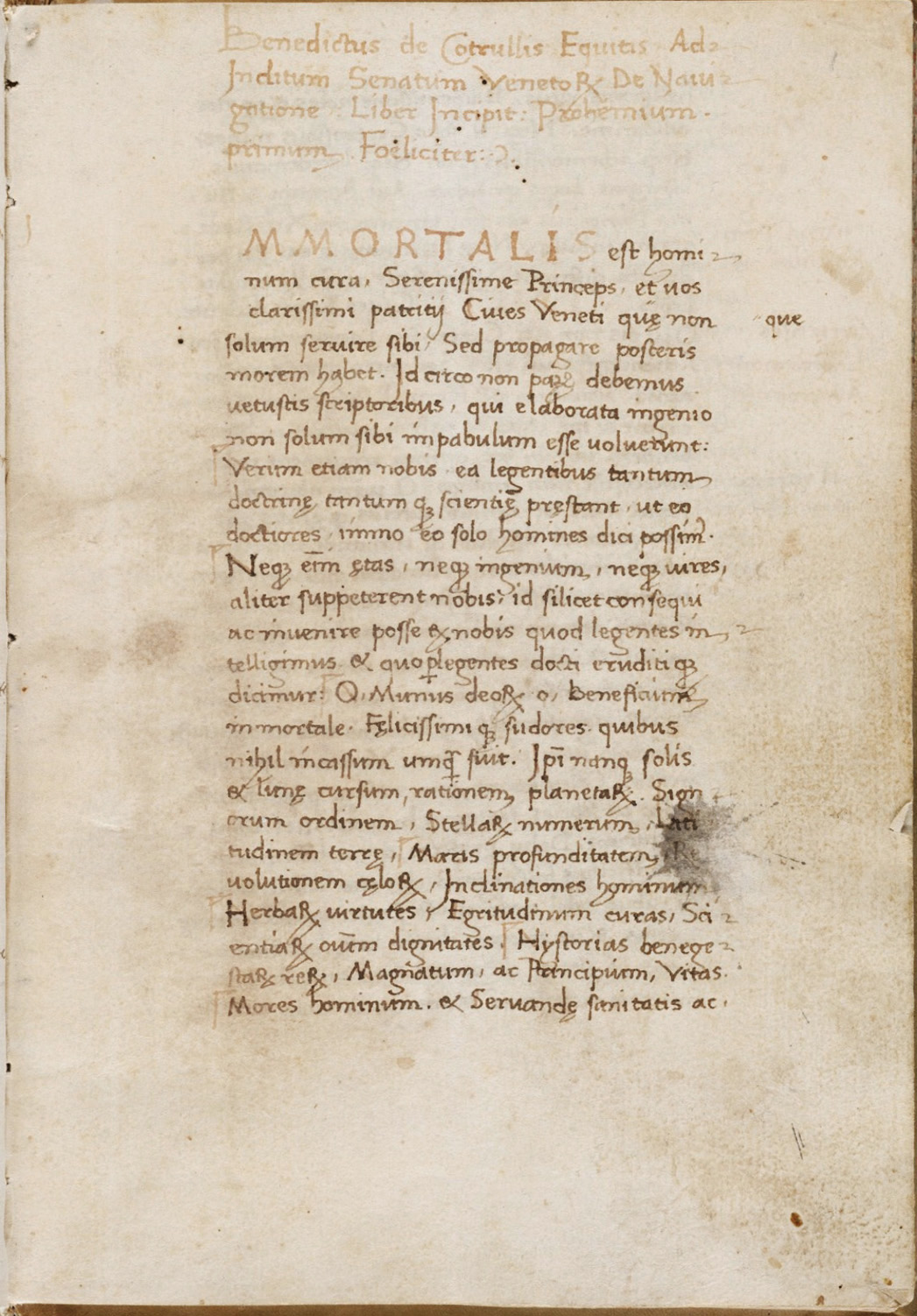
'De Navigatione Liber' 1464.

La que segueix és una llista de diccionaris (i altres obres que contenen terminologia nàutica) ordenada cronològicament. No es tracta d'una llista exhaustiva, però si que es pot considerar representativa. En molts casos la referència adjunta permet accedir a la consulta gratuita de l'obra original.

### Any 1400
- 1464. Benedetto Cotrugli fou autor d'un llibre de navegació (“De navigatione” ; Nàpols 1464) que no es va arribar a publicar, però que es conserva en forma de manuscrit. Es tracta d'una obra que pot consultar-se en una transcripció digitalitzada a cura de Piero Falchetta. També el manuscrit original pot llegir-se de franc (Manuscrit Beinecke MS 557, Yale University Library, Beinecke Rare Book and Manuscript Library).

### Any 1500
- 1539. Arte del Marear y de los inventores de ella: con muchos avisos para los que navegan en ellas. (Valladolid 1539). Antonio de Guevara.[23]

### Any 1600
- 1611. Arte para fabricar, fortificar, y apareiar naos. Tomé Cano.[24]
- 1694. Dictionnaire etymologique ou origine de la langue françoise. Gilles Ménage.[25]

### Any 1700

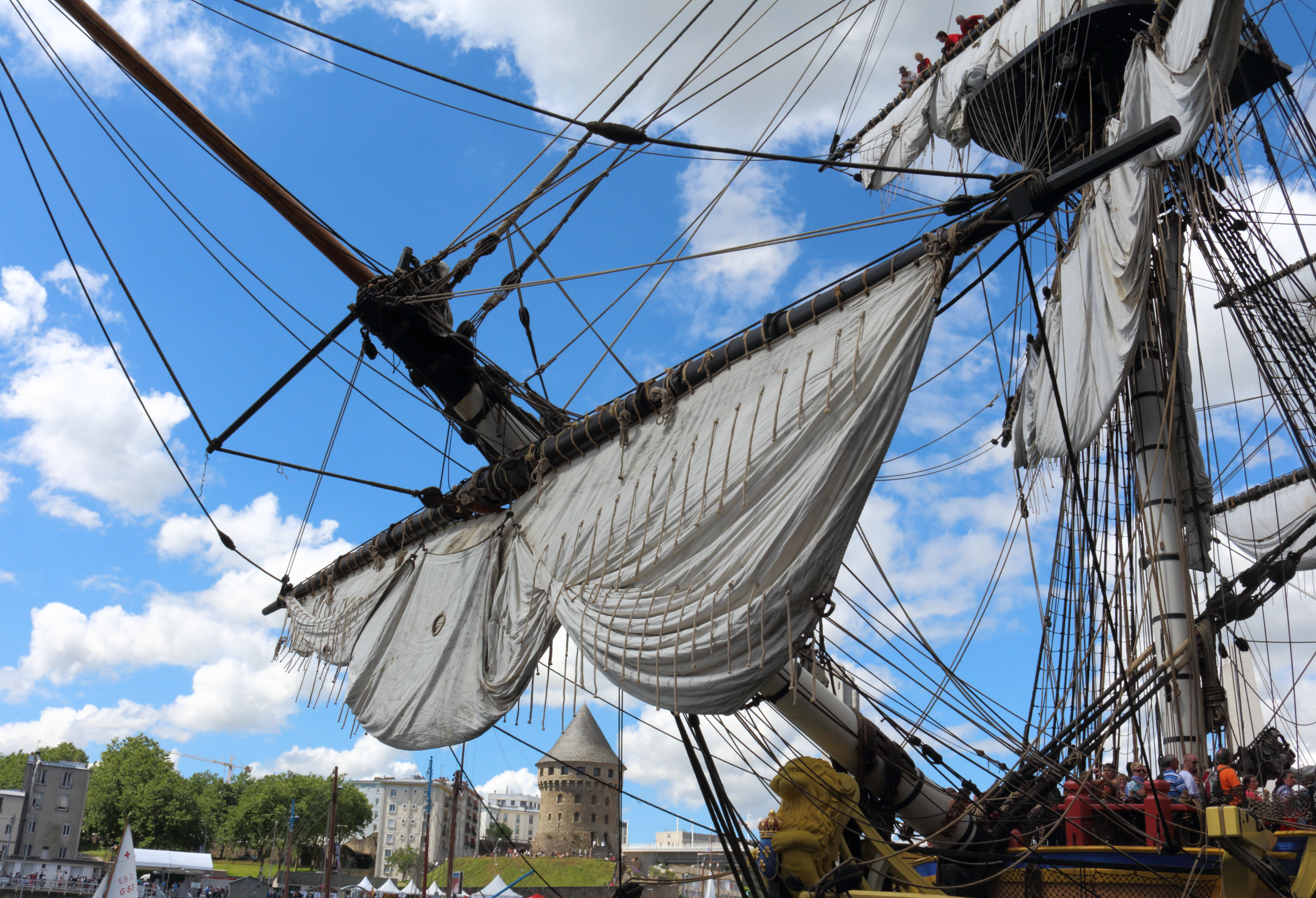
Civadera, envergada sota el bauprés de l'Hermione

- 1702. Nicolas Aubin. Dictionaire de marine contenant les termes de la navigation et de l'architecture navale.[26]
- 1720. Giuseppe Lorenzo Maria de Casaregi. Il Consolato del mare.[27]
- 1731. Antoni de Clariana i de Gualbes. Resumen náutico de lo que se practica en el teatro naval o arte de la guerra.[28][29][30]
- 1746. Pierre Bouguer. Traité du Navire.[31]
- 1749. Leonhard Euler. Scientia Navalis.[32]
- 1752. Marquès de la Victoria. Architectura naval antigua y moderna.[33]

- 1758. Duhamel du Monceau - Élémens de l'architecture navale.[34]

- 1761. The Seaman's Vade-mecum and Defensive War by Sea. William Mountaine.[35]

- 1768. Fredrik Henrik af Chapman. Architectura Navals Mercatoria.[36]
  - Tractat om Skeppsbyggeriet ('Tractat de Construcció Naval', 1775).[37]
  - Traducció francesa, Vaisseaux, Traite de la construction des (Chapman, 1779).[38]

- 1770. Dictionnaire d'architecture, civile, militaire et navale, antique, ancienne et moderne. Charles François Roland le Virloys.[39]

- 1771. Jordi Joan i Santacília. Examen marítimo teórico práctico.[40]
  - Traducció francesa.[41]
  - Traducció italiana.[42]

- 1778. Mâture, Description de l'Art de la (Romme, 1778).[43]

- 1781. Dictionnaire historique, théorique et pratique de marine. Par M. de Saverien.[44]

- 1783. Daniel Lescallier. Vocabulaire des termes de marine anglois et françois, en deux parties; orné ...[45]

- 1792. Charles Romme. Dictionnaire de la marine francoise: avec figures[46]

- 1795. Conversaciones de Ulloa con sus tres hijos en servicio de la marina instructivas y curiosas. Antonio de Ulloa.[47]

### Any 1800

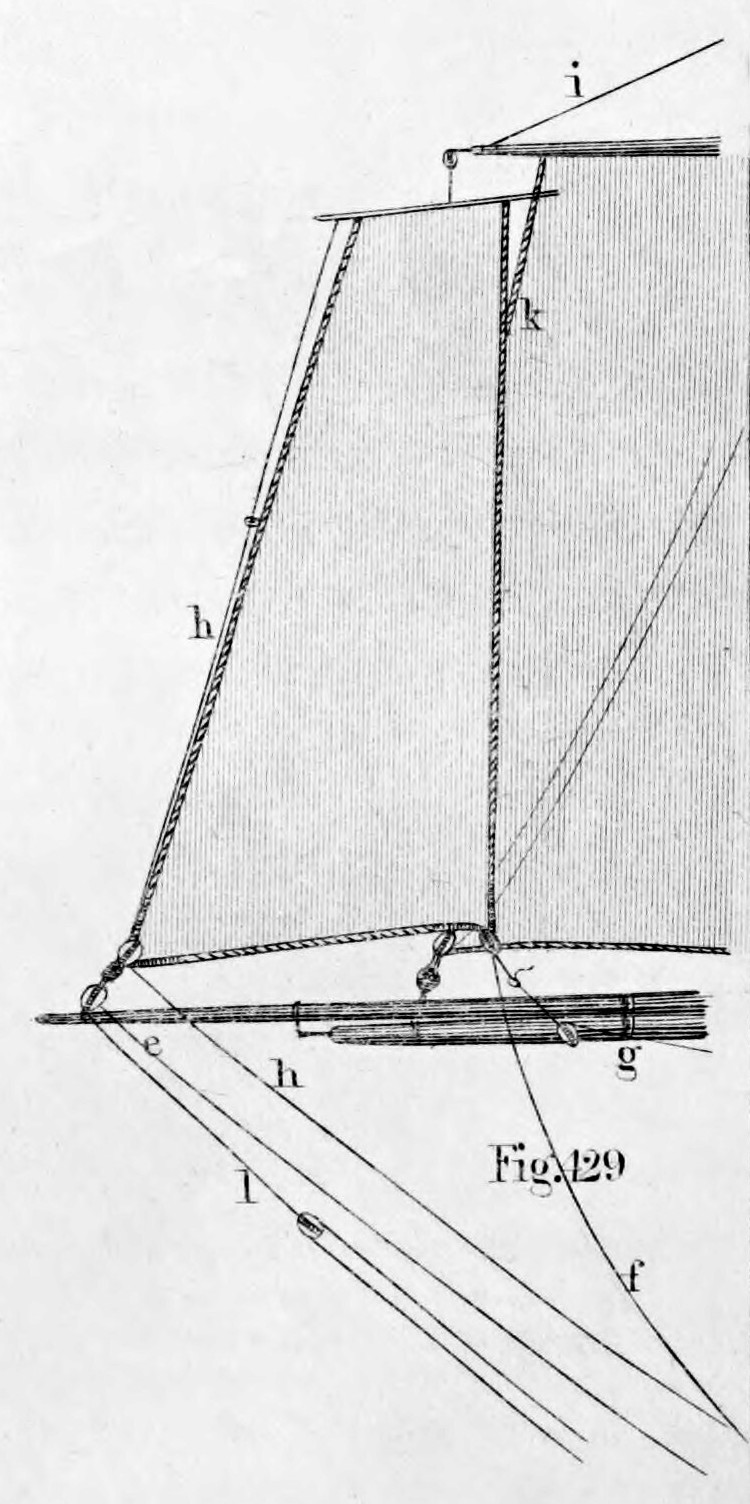
Col·locació d'una ala.

- 1802. The Nautical Nomenclator; Or, Dictionary of the British Navy.[48]
- 1813. Simone Stratico.
  - Vocabolario di marina in tre lingue. Volum 1.[49]
  - Vocabolario di marina in tre lingue. Volum 2.[50]
- 1819. Darcy LEVER. The Young Sea Officer's Sheet Anchor; or, a Key to the leading of Rigging ...[51]
- 1819. An Essay Upon Marine Evidence,... To which is Added a Glossary of Sea Terms, which Frequently Occur in Marine Pleadings. Frederick Miles Van Heythuysen.[52]
- 1829. Louis Marie Joseph O'hier de Grandpré. Répertoire polyglotte de la marine.[53]
- 1829. Dizionario del dialetto Veneziano. Giuseppe Boerio.[54]
- 1830. A New and Universal Dictionary of the Marine. William Falconer.[55]
- 1831. Diccionario marítimo español. Timoteo O'SCANLAN, Manuel del CASTILLO, Martin FERNANDEZ DE NAVARRETE.[56]
- 1831. Diccionario marítimo español. Martín Fernández de Navarrete.[57]
- 1832. Vocabolario nautico italiano. Francesco Corazzini.
  - Volum 1.[58]
  - Volum 2
  - Volum 3
  - Volum 4
  - Volum 5
  - Volum 6

- 1841. The Seaman's Friend. Richard Henry Dana[59]
- 1841. Catechismo nautico per uso delle scuole di navigazione. Arcangelo Scotto Lachianca.[60]
- 1841. Naval Text-Book. Letters to the Midshipmen of the United States Navy on masting, rigging, and managing vessels of war.[61]
- 1847. Robert Kipping. The elements of sailmaking[62][63]
  - L'obra de Kipping fou traduïda al castellà per l'aleshores tinent de navili menorquí Pere Riudavets i Tudury, amb complements interessants sobre els aparells de vela llatina.

- 1848. Augustin Jal.
  - Glossaire nàutique. Volum 1.[64]
  - Glossaire nàutique. Volum 2.[65]
- 1848. An English and Hindostanee Naval Dictionary of technical terms and sea phrases. Thomas Roebuck.[66]

- 1848. The Sailor's Horn-Book for the Law of Storms. Henry Piddington.[67]
- 1854. Atlas d'Architecture navale à l'usage de la Marine militaire et de la Marine marchande....[68]

- 1855. Novo diccionario da marinha de guerra e mercante, contendo todos os termos maritimos, astronomicos, construcção, e artilheria naval, com um appendice instructivo de tudo que deve saber a gente do mar. Antonio Gregorio de Freitas.[69]

- 1856. Joan Monjo i Pons. Curso Metódico de arquitectura naval aplicada a la construcción de buques mercantes.[70]

- 1858. F. Santallier, Morel-Fatio Sur la Jetée. Pilote de l'étranger dans le Havre et ses environs .. Texte ...[71]

- 1859. Le langage des marins, recherches historiques et critiques sur le vocabulaire maritime.[72]

- 1859. Dictionnaire de marine à voiles et à vapeur. Pierre Marie Joseph de Bonnefoux.[73]

- 1861. Manovra Navale. Luigi FINCATI.[74]
- 1863. The seaman's manual. Richard Henry Dana.[75]
- 1863. Nautical Dictionary. Arthur Young.[76]
- 1864. Diccionario marítimo español: que además de las voces de navegación y maniobra en los buques de vela, contiene las equivalencias en francés, inglés é italiano, y las mas usadas en los buques de vapor,... Gonzalo de Murga i Martín Ferreiro y Peralto.[77]

- 1864.[78]

- 1865. Mariner's Friend and Technical Dictionary in Ten Languages. Karel Pieter Ter Reehorst.[79]

- 1865. Louis Pierre François Adolphe marquis de Chesnel de la Charbouclais . Encyclopédie militaire et maritime: Dictionnaire des armées de terre et de ...[80]

- 1866. Dizionario di marineria militare italiano-francese e francese-italiano. Giuseppe Baron Parrilli.[81]

- 1867. The Sailor's Word-book: An Alphabetical Digest of Nautical Terms, Including Some More Especially Military and Scientific ...[82]

- 1871. Charles Burney. The boy's manual of seamanship and gunnery.[83]

- 1875. Vittorio F. Arminjon. Elementi di attrezzatura e di manovra delle navi...[84]

- 1877. Augusto Vittorio Vecchi. Saggi storico-marinareschi di Jack La Bolina.[85]

- 1879. Dizionario di Marina.[86]

- 1884. Text-book of Seamanship: The Equipping and Handling of Vessels Under Sail Or Steam. For the Use of the United States Naval Academy.[87]
- 1886. Alphonse Hauser. Cours de construction navale: professé à l'École d'appliation du génie maritime.[88]

### Any 1900
- 1961. Dicionario Maritimo Brasileiro.[89]
- 1966. Dictionnaire occitan-français d'après les parlers languedociens.
- 1984. Vocabulari marítim català-castellà i castellano-catalán. José María Martínez-Hidalgo y Terán.[90]
- 1984. Diccionari nàutic. Josep Maria Sigalés.[91]
- 1991. Dicionário de termos náuticos, marítimos e portuários. Abinael Morais Leal.[92]

### Any 2000
- 2002. La maniobra en els velers de creu. Ricard Jaime Pérez.[93]
- 2006. Diccionari de l'aparell i del velam en els grans velers. Ricard Jaime Pérez.[94]
- 2007. Vocabulari nàutic. Acadèmia Valenciana de la Llengua.[95]
- 2007. Escritos recobrados. Paraules de mar. Recull terminològic. Jacinto Herrero Esteban.[96]
- 2008. TERMCAT.[97]

## Exemples defalsos amics
- Misaine (francès), voile de misaine, mât de misaine.
  - En terminologia actual correspon a trinquet, vela de trinquet, arbre trinquet
  - No té res a veure amb mitjana, vela de mitjana, arbre de mitjana
- Mouiller (francès).
  - Tirar l'àncora, calar l'àncora, ancorar.
- Varar (castellà)
  - Treure, sorgir
- Botar (castellà)
  - Avarar, varar